# Wereldkampioenschappen schermen 1958
De 14de wereldkampioenschappen schermen werden gehouden in Philadelphia, Verenigde Staten in 1958. De organisatie lag in de handen van de FIE.

## Medailles

### Mannen
| Onderdeel   | Goud | Goud                | Zilver                                                        | Zilver      | Brons                                                                                            | Brons       |
| ----------- | --- | ------------------- | ------------------------------------------------------------- | ----------- | ------------------------------------------------------------------------------------------------ | ----------- |
| Degen       | |                     |                                                               |             |                                                                                                  |             |
| Individueel | Bill Hoskyns                                                                                             | Verenigd Koninkrijk | Edoardo Mangiarotti                                           | Italië      | Arnold Tsjernoesjevitsj                                                                          | Sovjet-Unie |
| Ploegen     | Edoardo Mangiarotti Franco Bertinetti Giuseppe Delfino Gianluigi Saccaro Carlo Pavesi Alberto Pellegrino | Italië              | Lajos Balthazár Árpád Bárány Tamás Gábor István Kausz         | Hongarije   | Daniel Dagallier Jacques Guittet Maurice Huet Gérard Lefranc Armand Mouyal René Queyroux         | Frankrijk   |
| Floret      | |                     |                                                               |             |                                                                                                  |             |
| Individueel | Giancarlo Bergamini                                                                                      | Italië              | Ferenc Czvikovszki                                            | Hongarije   | Bernard Baudoux                                                                                  | Frankrijk   |
| Ploegen     | Claude Bancilhon Bernard Baudoux Roger Closset Christian d'Oriola Jacques Guittet Claude Netter          | Frankrijk           | Mark Midler Iouri Roudov Iouri Sissikine German Svesjnikov    | Sovjet-Unie | Giancarlo Bergamini Mario Curletto Edoardo Mangiarotti Alberto Pellegrino Antonio Spallino       | Italië      |
| Sabel       | |                     |                                                               |             |                                                                                                  |             |
| Individueel | Jakov Rylski                                                                                             | Sovjet-Unie         | David Tyshler                                                 | Sovjet-Unie | Jerzy Twardokens                                                                                 | Polen       |
| Ploegen     | Aladár Gerevich Zoltán Horváth Rudolf Kárpáti Pál Kovács Tamás Mendelényi                                | Hongarije           | Lev Koeznetsov Oemjar Mavlichanov Jakov Rylski David Tyschler | Sovjet-Unie | Jerzy Pawłowski Wojciech Zabłocki Zygmunt Pawlas Andrzej Piątkowski Emil Ochyra Jerzy Twardokens | Polen       |

### Vrouwen
| Onderdeel   | Goud                                                                                         | Goud        | Zilver                                                             | Zilver         | Brons                                                           | Brons     |
| ----------- | -------------------------------------------------------------------------------------------- | ----------- | ------------------------------------------------------------------ | -------------- | --------------------------------------------------------------- | --------- |
| Degen       |                                                                                              |             |                                                                    |                |                                                                 |           |
| Individueel | Valentina Rastvorova                                                                         | Sovjet-Unie | Emma Jefimova                                                      | Sovjet-Unie    | Ildikó Rejtő                                                    | Hongarije |
| Ploegen     | Galina Gorochova Emma Jefimova Valentina Rastvorova Valentina Proedskova Aleksandra Zabelina | Sovjet-Unie | Astrid Berndt Helmi Höhle Ilse Keydel Helga Volz-Mees Heidi Schmid | West-Duitsland | Kate Delbarre Renée Garilhe Françoise Mailliard Régine Veronnet | Frankrijk |

## Medaillespiegel
| Plaats | Land                | Goud | Zilver | Brons | Totaal |
| 1      | Sovjet-Unie         | 3    | 4      | 1     | 8      |
| 2      | Italië              | 2    | 1      | 1     | 4      |
| 3      | Hongarije           | 1    | 2      | 1     | 4      |
| 4      | Frankrijk           | 1    | 0      | 3     | 4      |
| 5      | Verenigd Koninkrijk | 1    | 0      | 0     | 1      |
| 6      | West-Duitsland      | 0    | 1      | 0     | 1      |
| 7      | Polen               | 0    | 0      | 2     | 2      |
| Totaal | Totaal              | 8    | 8      | 8     | 24     |

1937 · 1938 · 1947 · 1948 · 1949 · 1950 · 1951 · 1952 · 1953 · 1954 · 1955 · 1956 · 1957 · 1958 · 1959 · 1961 · 1962 · 1963 · 1965 · 1966 · 1967 · 1969 · 1970 · 1971 · 1973 · 1974 · 1975 · 1977 · 1978 · 1979 · 1981 · 1982 · 1983 · 1985 · 1986 · 1987 · 1988 · 1989 · 1990 · 1991 · 1992 · 1993 · 1994 · 1995 · 1997 · 1998 · 1999 · 2000 · 2001 · 2002 · 2003 · 2004 · 2005 · 2006 · 2007 · 2008 · 2009 · 2010 · 2011 · 2012 · 2013 · 2014 · 2015 · 2016 · 2017 · 2018 · 2019 · 2022 · 2023